# Kamienica przy ul. Henryka Sienkiewicza 2 w Sanoku
Kamienica przy ul. Henryka Sienkiewicza 2 w Sanoku – budynek położony w Sanoku.
Kamienica została wybudowana w 1905. Jest umiejscowiona w centralnej części miasta w dzielnicy Śródmieście, u zbiegu ulicy Henryka Sienkiewicza i ulicy Tadeusza Kościuszki, ukierunkowana swoim frontem do pierwszej z nich. Budynek jest dwukondygnacyjny i dwufrontowy. Pierwotnie budynek figurował pod numerem konskrypcyjnym 186, a potem pod adresem ul. Henryka Sienkiewicza 2.
Kamienica powstała na gruncie należącym do Berla Finka, który posiadał tam dwie budki drewniane, z których jedną – przeznaczona na uruchomienie trafiki – w rezultacie porozumienia z Radą Miejską października 1905 i dokonanej zamiany gruntów w drugiej połowie 1905 przeniósł w dalszą część ogrodu celem budowy na działce kamienicy (w drugiej szopie mieścił się szynk noszący przydomek „Przeszkoda”). Wcześniej w tym miejscu stał dom drewniany, według szacunków mogący istnieć około 100 lat. Podczas kopania fundamentów pod kamienicę na przełomie sierpnia i września 1905 odkryto w ziemi dobrze zachowany rurociąg wykonany z drzewa sosnowego.
W okresie II Rzeczypospolitej właścicielem budynku pozostawał Berl Fink, pobierający czynsz od jego mieszkańców kamienicy. Według danych urzędowych w 1931 właścicielką budynku pod numerem 2 oraz 2a była Mala Fink. Przed 1939 na parterze mieszkały dwie rodziny żydowskie: pierwsza Ortnerów oraz druga, która część swojego mieszkania wynajmowała Władysławowi Dajewskiemu (od 1918 do 1930 profesor Państwowego Gimnazjum w Sanoku). Na pierwszym piętrze kamienicy zamieszkiwały rodziny kupieckie: rodzina żydowska Trachmanów (z synami) oraz do 1937 polska rodzina Michała i Seweryny Stefańskich (z synami Stefanem i Marianem). Ponadto w suterenach piwnicznych mieszkała żydowska rodzina z dziećmi. Przy kamienicy od strony zachodniej leżała oficyna, w której rodzina Englardów wytwarzała słodycze do swojej działalności (ich sklep działał w kamienicy przy ulicy Tadeusza Kościuszki 20). Budynek był określany potocznie jako „kamienica Finka”.
Od końca lat 30., podczas II wojny światowej w trakcie okupacji niemieckiej i w czasie późniejszym zmieniali się lokatorzy i podmioty zajmujące lokale kamienicy.
W 2002 elewacja kamienicy została odnowiona. Na początku XXI wieku w budynku swoją siedzibę objęły: koło Światowego Związku Żołnierzy Armii Krajowej, koło terenowe Związku Sybiraków, oddział Związku Strzeleckiego Rzeczypospolitej i Stowarzyszenie „Jednostka Strzelecka 2210”.